# Tereso Dosdos
Tereso Dosdos (Borbon, 15 oktober 1892 - 1 juli 1997) was een Filipijns politicus en rechter.

## Biografie
Dosdos werd geboren op 15 oktober 1892 in Borbon in de Filipijnse provincie Cebu. Zijn ouders waren Ana Mondigo en Crispin Dosdos. In 1916 voltooide hij een Bachelor of Arts-opleiding aan de University of San Carlos. Vier jaar later behaalde hij tevens een Bachelor-diploma rechten aan de Escuela de Derecho in Manilla. In 1921 slaagde hij bovendien voor het toelatingsexamen van de Filipijnse balie (bar exam). Nadien werkte hij als advocaat. In 1925 werd Dosdos benoemd tot eerste notaris (Registrar of Deeds) van de provincie Cebu, een functie die hij bekleedde tot 1934. Op enig moment werd Dosdos daarnaast tevens benoemd tot rechter in de stad Cebu City.
Dosdos was lid van de Nacionalista Party en werd namens het 1e kiesdistrict van Cebu gekozen in de 10e Filipijnse Legislatuur als lid van het Filipijns Huis van Afgevaardigden. Deze eerste periode als afgevaardigde duurde van 16 juli 1934 tot 21 november 1935. Op 8 november 1938 werd Dosdos namens het 1e kiesdistrict van Cebu nogmaals gekozen tot afgevaardigde. Deze termijn in de eenkamerige 2e Nationale Assemblee van de Filipijnen duurde van januari 1939 tot december 1941. 
In juli 1947 werd Dosdos door president Manuel Quezon opnieuw benoemd tot rechter in Cebu City.
Dosdos overleed in 1997 op 104-jarige leeftijd. Hij was getrouwd met Filomena Mangubat en kreeg samen met haar vier kinderen.